# ブラック・タイ・ホワイト・ノイズ
『ブラック・タイ・ホワイト・ノイズ』（Black Tie White Noise）はイギリスのミュージシャン、デヴィッド・ボウイの17枚目のアルバム。
1993年4月5日にアリスタ・レコードよりリリースされた。
日本盤のみボーナストラックとして「パラス・アテナ －ドント・ストップ・プレイング・リミックス－」が収録されている。また、2003年にEMIより再発売されており、その際にボーナストラックが12曲収録されたCDと、未発表映像が収録されたDVDが追加され3枚組としてリリースされている。

## 解説
1990年代に入り、デヴィッド・ボウイは「サウンド・アンド・ヴィジョン・ツアー」を以って過去の作品をすべて凍結する宣言をし、ハードロック・バンドであるティン・マシーンでの活動を行っていたが、商業的にも音楽的にも結果を残せず解散。その後にソロ復帰作として本作がリリースされた。プロデューサーにはかつての大ヒットアルバム『レッツ・ダンス』（1983年）で共作したナイル・ロジャースを起用、参加ミュージシャンには、かつてアルバム『ジギー・スターダスト』（1972年）や『アラジン・セイン』（1973年）で共演した盟友のミック・ロンソンがゲスト参加している。なお、「アイ・ノウ・イッツ・ゴナ・ハプン・サムデイ」はモリッシーのカヴァーで、オリジナルはロンソンがプロデュースしたアルバム『ユア・アーセナル』（1992年）に収録されている。しかし、ロンソンはこのアルバム発売後の4月29日に癌により他界する。
ボウイ自身は、1992年にはスーパーモデルのイマン・アブドゥルマジドと結婚するなどプライベートでも変化があり、その事を反映した結婚に因んだ曲がいくつか収録されている。
ティン・マシーンでの作品は商業的には厳しい結果が続いていたが、本作はアルバム『トゥナイト』（1984年）以来の全英アルバムチャート1位を記録した。

## 収録曲

### CD盤
| #         | タイトル                                                                         | 作詞・作曲                               | 時間  |
| --------- | -------------------------------------------------------------------------------- | ---------------------------------------- | ----- |
| 1.        | 「ザ・ウェディング」(The Wedding)                                                | デヴィッド・ボウイ                       | 5:03  |
| 2.        | 「ユーヴ・ビーン・アラウンド」(You've Been Around)                               | デヴィッド・ボウイ、リーブス・ガブレルス | 4:44  |
| 3.        | 「アイ・フィール・フリー」(I Feel Free)                                          | ジャック・ブルース、ピート・ブラウン     | 4:52  |
| 4.        | 「ブラック・タイ・ホワイト・ノイズ」(Black Tie White Noise)                      | デヴィッド・ボウイ                       | 4:54  |
| 5.        | 「ジャンプ・ゼイ・セイ」(Jump They Say)                                          | デヴィッド・ボウイ                       | 4:23  |
| 6.        | 「ナイト・フライツ」(Nite Flights)                                               | ノエル・スコット・エンゲル               | 4:35  |
| 7.        | 「パラス・アテナ」(Pallas Athena)                                                | デヴィッド・ボウイ                       | 4:40  |
| 8.        | 「ミラクル・グッドナイト」(Miracle Goodnight)                                    | デヴィッド・ボウイ                       | 4:12  |
| 9.        | 「ドント・レット・ミー・ダウン & ダウン」(Don't Let Me Down & Down)              | タルハ、マーティン・ベルモント           | 4:53  |
| 10.       | 「ルッキング・フォー・レスター」(Looking for Lester)                             | デヴィッド・ボウイ、ナイル・ロジャース   | 5:38  |
| 11.       | 「アイ・ノウ・イッツ・ゴナ・ハプン・サムデイ」(I Know It's Gonna Happen Someday) | モリッシー、マーク・E・ネヴィン          | 4:06  |
| 12.       | 「ザ・ウェディング・ソング」(The Wedding Song)                                   | デヴィッド・ボウイ                       | 4:33  |
| 合計時間: | 合計時間:                                                                        | 合計時間:                                | 68:16 |

### LP盤
| #  | タイトル                                                    | 作詞・作曲                               | 時間 |
| -- | ----------------------------------------------------------- | ---------------------------------------- | ---- |
| 1. | 「ユーヴ・ビーン・アラウンド」(You've Been Around)          | デヴィッド・ボウイ、リーブス・ガブレルス | 4:45 |
| 2. | 「アイ・フィール・フリー」(I Feel Free)                     | ジャック・ブルース、ピート・ブラウン     | 4:52 |
| 3. | 「ブラック・タイ・ホワイト・ノイズ」(Black Tie White Noise) | デヴィッド・ボウイ                       | 4:52 |
| 4. | 「ジャンプ・ゼイ・セイ」(Jump They Say)                     | デヴィッド・ボウイ                       | 4:22 |
| 5. | 「ナイト・フライツ」(Nite Flights)                          | ノエル・スコット・エンゲル               | 4:30 |

| #   | タイトル                                                                         | 作詞・作曲                      | 時間 |
| --- | -------------------------------------------------------------------------------- | ------------------------------- | ---- |
| 6.  | 「ミラクル・グッドナイト」(Miracle Goodnight)                                    | デヴィッド・ボウイ              | 4:14 |
| 7.  | 「ドント・レット・ミー・ダウン & ダウン」(Don't Let Me Down & Down)              | タルハ、マーティン・ベルモント  | 4:55 |
| 8.  | 「パラス・アテナ」(Pallas Athena)                                                | デヴィッド・ボウイ              | 4:40 |
| 9.  | 「アイ・ノウ・イッツ・ゴナ・ハプン・サムデイ」(I Know It's Gonna Happen Someday) | モリッシー、マーク・E・ネヴィン | 4:14 |
| 10. | 「ザ・ウェディング・ソング」(The Wedding Song)                                   | デヴィッド・ボウイ              | 4:29 |

## ボーナストラック
| #   | タイトル                                                                                                | 作詞・作曲         | 時間 |
| --- | --- | ------------------ | ---- |
| 13. | 「ジャンプ・ゼイ・セイ -オルタネイト・ミックス-」(Jump They Say (Alternate mix))                        | デヴィッド・ボウイ | 4:03 |
| 14. | 「パラス・アテナ -ドント・ストップ・プレイング・リミックス-」(Pallas Athena (Don't Stop Praying Remix)) | デヴィッド・ボウイ | 5:37 |
| 15. | 「ルーシー・キャント・ダンス」(Lucy Can't Dance)                                                        | デヴィッド・ボウイ | 5:48 |

| #   | タイトル | 作詞・作曲                               | 時間  |
| --- | --- | ---------------------------------------- | ----- |
| 1.  | 「リアル・クール・ワールド」(Real Cool World)                                                                                              | デヴィッド・ボウイ                       | 5:27  |
| 2.  | 「ルーシー・キャント・ダンス」(Lucy Can't Dance)                                                                                           | デヴィッド・ボウイ                       | 5:48  |
| 3.  | 「ジャンプ・ゼイ・セイ（ロック・ミックス）」(Jump They Say (Rock Mix))                                                                     | デヴィッド・ボウイ                       | 4:30  |
| 4.  | 「ブラック・タイ・ホワイト・ノイズ（USラジオ・ミックス）」(Black Tie White Noise (3rd Floor US radio mix))                                 | デヴィッド・ボウイ                       | 3:44  |
| 5.  | 「ミラクル・グッドナイト（メイク・ビリーヴ・ミックス）」(Miracle Goodnight (Make Believe mix))                                             | デヴィッド・ボウイ                       | 4:30  |
| 6.  | 「ドント・レット・ミー・ダウン & ダウン（インドネシアン・ヴォーカル・ヴァージョン）」(Don't Let Me Down & Down (Indonesian vocal version)) | タルハ、マーティン・ベルモント           | 4:56  |
| 7.  | 「ユーブ・ビーン・アラウンド（デンジャーズ 12インチ・リミックス）」(You've Been Around (Dangers 12" mix))                                  | デヴィッド・ボウイ、リーブス・ガブレルス | 7:40  |
| 8.  | 「ジャンプ・ゼイ・セイ（ブラザーズ・イン・リズム 12インチ・リミックス）」(Jump They Say (Brothers in Rhythm 12" remix))                    | デヴィッド・ボウイ                       | 8:26  |
| 9.  | 「ブラック・タイ・ホワイト・ノイズ（ヒア・カム・ダ・ジャズ）」(Black Tie White Noise (Here Come Da Jazz))                                  | デヴィッド・ボウイ                       | 5:33  |
| 10. | 「パラス・アテナ（ドント・ストップ・プレイング・ミックス No.2）」(Pallas Athena (Don't Stop Praying remix no. 2))                          | デヴィッド・ボウイ                       | 7:24  |
| 11. | 「ナイト・フライツ（ムーズウイングス・バック・トゥ・ベイシックス・リミックス）」(Nite Flights (Moodswings Back to Basics Remix))           | ノエル・スコット・エンゲル               | 10:01 |
| 12. | 「ジャンプ・ゼイ・セイ（ダブ・オディティ）」(Jump They Say (Dub Oddity))                                                                   | デヴィッド・ボウイ                       | 6:18  |

## 参加ミュージシャン
- プギ・ベル - ドラムス
- デヴィッド・ボウイ - ボーカル、ギター、サクソフォーン、Dog alto
- バリー・キャンベル - ベース
- スターリング・キャンベル - ドラムス
- ナイル・ロジャース - ギター、バッキング・ボーカル
- リチャード・ヒルトン - キーボード
- ジョン・リーガン - ベース
- マイケル・レイズマン - ハープ、チューブラー・ベルズ
- デヴィッド・リチャーズ - キーボード
- フィリップ・セス - キーボード
- リチャード・ティー - キーボード
- ジェラルド・ヴェレス - パーカッション
- レスター・ボウイ - トランペット
- リーブス・ガブレルス - ギター
- ミック・ロンソン - ギター（I Feel Free）
- マイク・ガースン - ピアノ
- ワイルド・T・スプリンガー - ギター
- AL B.シュア! - ボーカル
- フォンジ・ソーントン - バッキング・ボーカル
- タワサ・アギー - バッキング・ボーカル
- カーチス・キング・ジュニア - バッキング・ボーカル
- デニス・コリンズ - バッキング・ボーカル
- ブレンダ・ホワイト・キング - バッキング・ボーカル
- マリル・エップス - バッキング・ボーカル
- フランク・シムス - バッキング・ボーカル
- ジョージ・シムス - バッキング・ボーカル
- デヴィッド・スピナー - バッキング・ボーカル
- Lamya Al-Mughiery - バッキング・ボーカル
- コニー・ペトラック - バッキング・ボーカル